# The Very Best of Diana Krall
The Very Best of Diana Krall es el undécimo álbum de la pianista y cantante de Jazz canadiense Diana Krall, editado en 2007 y en el que es posible encontrar una recopilación selecta de los mejores temas de sus discos anteriores. 

## Listado de canciones (en la versión estadounidense)
1. "'S Wonderful" (George Gershwin, Ira Gershwin) – 4:26
2. "Peel Me a Grape" (Dave Frishberg) - 5:50
3. "Pick Yourself Up" (Dorothy Fields, Jerome Kern) – 3:01
4. "Frim Fram Sauce" (Redd Evans, Joe Ricardel) – 5:01
5. "You Go to My Head" (J. Fred Coots, Haven Gillespie) – 6:47
6. "Let's Fall in Love" (Harold Arlen, Ted Koehler) – 4:19
7. "The Look of Love" (Burt Bacharach, Hal David) – 4:41
8. "East of the Sun (And West of the Moon)" (Brooks Bowman) – 5:46
9. "I've Got You Under My Skin" (Cole Porter) – 6:09
10. "All or Nothing at All" (Arthur Altman, Jack Lawrence) – 4:33
11. "Only the Lonely" (Jimmy Van Heusen, Sammy Cahn) – 4:16
12. "Let's Face the Music and Dance" (Irving Berlin) – 5:17
13. "The Heart of Saturday Night" (Tom Waits) - 4:06
14. "Little Girl Blue" (Richard Rodgers, Lorenz Hart) – 5:38
15. "Fly Me to the Moon" (Live in Paris) (Bart Howard) - 5:44

## Videos incluidos en el DVD de la edición Deluxe
1. "Narrow Daylight"
2. "Let's Face the Music and Dance" (Irving Berlin)
3. "The Look of Love" (Burt Bacharach, Hal David)
4. "Temptation"
5. "Almost Blue"
6. "Abandoned Masquerade"
7. "Fly Me to the Moon" (Bart Howard)
8. "The Girl in the Other Room"
9. "What Are You Doing New Year's Eve?"

- Datos: Q3523212